# Scott Manley
Scott Park Manley, född 31 december 1972, är en skotsk YouTube-personlighet, gamer, programmerare, astrofysiker och DJ. På sin YouTube-kanal gör han videor som diskuterar rymdrelaterade ämnen och nyheter, främst rörande det senaste inom rymdteknik.  Han spelar också datorspel med rymdtema, vanligtvis Kerbal Space Program,  medan han förklarar de fysikaliska fenomen som påverkar farkosterna han flyger. Han använder sin vetenskapliga bakgrund för att lära ut vetenskap medan han spelar spel.
Han är känd bland sina anhängare som "astronogamer". Detta kommer från att han är en av få YouTubare som blandar både datorspel och vetenskap, och är populär i nischgemenskapen av rymdentusiaster och -gamers, särskilt Kerbal Space Program-gemenskapen.

## Utbildning och yrkeskarriär
Manley studerade vid University of Glasgow åren 1990-1995. Han tog 1994 en kandidatexamen i fysik och astronomi och 1995 Master of Science i beräkningsfysik. 2002 arbetade han som ingenjör för Napster. Åren 2002-2004 arbetade han som forskningsingenjör för Qualys. Från 2004 till 2009 arbetade han som säkerhetsarkitekt i imeem, där han bland annat utvecklade och underhöll ett system för uppladdning av ljud och video, kodning och fingeravtryck. Han började på Topsy Labs 2009. 2013 förvärvade Apple Topsy. Manley är för närvarande anställd på Apple Inc.

## YouTube-karriär
Manleys kanal hette från början "szyzyg". De första uppladdningarna var diverse hemfilmer som i första hand porträtterade hans dotter Skye.
En video med titeln "Asteroid Discovery From 1980-2010" var en av Manleys tidiga YouTube-framgångar. Videon är en datoranimation som visar en intervallfilm av solsystemet åren 1980-2010. När tidsförloppet når dagen då en asteroid upptäcks, visas den på kartan som en vit prick, som sedan byter färg till gul, fgrön eller röd beroende på asteroidtyp. Videon fick över 459 000 visningar under de fem dagarna efter uppladdningen.  Den 3 september 2010 hade szyzyg-kanalen 213 prenumeranter, vilket gav Manley utmärkelsen "#66 - Most Viewed (This Week)". 

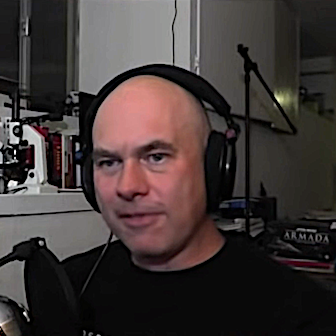
Manley under en livestream från Kerbal Space Program 2017.

Någon gång före 23 november 2011 bytte han namnet på sin YouTube-kanal till "Scott Manley". Scotts senare framgångar kom framförallt från spelinnehåll, särskilt videor om Kerbal Space Program. Det är ett sandlådespel där spelare konstruerar raketer av prefabricerade delar, försöker skjuta upp dem i omloppsbana och utforska Kerbins solsystem. Spelet har en mycket brant inlärningskurva på grund av den mycket exakta newtonska fysikmotorn. Scott använde sin vetenskapliga bakgrund för att göra instruktionsvideor om grundläggande mekanik i spelet, till exempel hur man når Kerbins omloppsbana och planetens närmsta naturliga satelliter. Senare skulle Manley fortsätta att spela andra spel som Elite Dangerous, EVE Online och Surviving Mars, och närma sig dem från sitt unika professionella vetenskapsperspektiv.
Runt 2018 övergick Manley långsamt från spelinnehåll och började fokusera hårt på historiska rymdfärder, fysikaliska fenomen och aktuella händelser i rymdbranschen. Från och med 2022 är dessa ämnen hans huvudfokus, tillsammans med återkommande Q&A-videor där han svarar på frågor som skickats in av hans gynnare på Patreon. Manley streamar fortfarande spel varje vecka på Twitch under namnet "Szyzyg". 
Författaren Anne McCaffrey rådfrågade Manley om effekterna av asteroidnedslag medan hon skrev The Skies of Pern. Manley bestämde omloppsbanan för en fiktiv interstellär komet och gav råd om hur händelsen skulle skildras. Manley var en av de ursprungliga deltagarna i Asteroid Day, var huvudtalare vid lanseringen 2015, och var värd för deras vanliga "Asteroid Update"-segment. Han är erkänd som konsult i Netflix-filmen Stowaway (regisserad av Joe Penna ). I Pennas framträdande på Corridor Cast sa han att Manley skulle gå längre än manusets omedelbara behov och att han "gjorde matte så att det skulle vara klart".

### Asteroid uppkallad efter Scott Manley
Som ett erkännande för sitt arbete som populärvetenskaplig kommunikatör uppkallades asteroiden 33434 Scottmanley efter honom. Den officiella namngivningen publicerades av Minor Planet Center den 18 maj 2019 (M.P.C. 114954). Asteroiden, som befinner sig i de yttre delarna av asteroidbältet, upptäcktes av astronomer genom OCA-DLR Asteroid Survey 1999. Den ingår i Koronis-familjen som består av steniga asteroider och mäter cirka 4,6 kilometer i diameter.